# Salmo 74
El salmo 74  es, según la numeración hebrea, el  septuagésimo cuarto salmo del Libro de los salmos de la Biblia. Corresponde al salmo 73 según la numeración de la Biblia Septuaginta griega, empleada también en la Vulgata latina. Por este motivo, recogiendo la doble numeración, a este salmo también se le refiere como el salmo 74 (73).
Se atribuye a Asaf . Es considerado un lamento comunitario, expresa las súplicas de la comunidad judía en el cautiverio babilónico.

## Contenido
El salmo es un lamento en el que se le pide a Dios que recuerde a su pueblo y al monte Sion . El salmo lamenta la profanación del templo por parte de los enemigos. Los versículos 12-17 recuerdan las obras de Dios al crear el mundo. Después de estos hechos, Dios también debe lidiar con los enemigos de su pueblo.

## Estructura
- Textos de la fuente principal: Masorético , Septuaginta y Rollos del Mar Muerto .[6][7][8][9][10][11]
- Este artículo consta de 23 párrafos.[12]
- En la versión de la Nueva Traducción de la Sociedad Bíblica de Indonesia , este salmo se titula "Canto de lamentación por el templo quebrantado".[13]

- Los versículos 1 al 3 abren este salmo implorando a Dios que recuerde al pueblo de Dios y al Monte Sion .[14]
- El salmo continúa en los versículos 4-11 al describir la destrucción del Templo por "los enemigos de Dios".  versículos 12-17 alaban el poder de Dios; el salmo termina (versículos 18-23) implorando al Señor que recuerde a Israel y acuda en su ayuda.[15]
- El enemigo no se nombra, pero puede referirse al rey Nabucodonosor .[16]
- Según el Targum , la referencia es a Antíoco IV Epífanes .[17]
- El versículo 1 describe la imagen del pueblo de Israel como el rebaño de Dios, "las ovejas de tu prado".[18]

## Texto
La siguiente tabla muestra el texto hebreo del salmo con vocales, junto con el texto en griego koiné en la Septuaginta y la traducción al español de la Biblia del Rey Jacobo. Tenga en cuenta que el significado puede diferir ligeramente entre estas versiones, ya que la Septuaginta y el texto masorético provienen de tradiciones textuales diferentes. En la Septuaginta, este salmo está numerado como Salmo 73.
| #  | Hebreo                                                   | Español | Griego |
| -- | -------------------------------------------------------- | --- | --- |
| 1  | מַשְׂכִּ֗יל לְאָ֫סָ֥ף לָמָ֣ה אֱ֭לֹהִים זָנַ֣חְתָּ לָנֶ֑צַח יֶעְשַׁ֥ן אַ֝פְּךָ֗ בְּצֹ֣אן מַרְעִיתֶֽךָ׃     | (Maschil de Asaf.) Oh Dios, ¿por qué nos has desechado para siempre? ¿Por qué humea tu ira contra las ovejas de tu prado?                | Συνέσεως τῷ ᾿Ασάφ. - ΙΝΑΤΙ ἀπώσω, ὁ Θεός, εἰς τέλος; ὠργίσθη ὁ θυμός σου ἐπὶ πρόβατα νομῆς σου;                            |
| 2  | זְכֹ֤ר עֲדָֽתְךָ֨ ׀ קָ֘נִ֤יתָ קֶּ֗דֶם גָּ֭אַלְתָּ שֵׁ֣בֶט נַחֲלָתֶ֑ךָ הַר־צִ֝יּ֗וֹן זֶ֤ה ׀ שָׁכַ֬נְתָּ בּֽוֹ׃ | Acuérdate de tu congregación, que compraste desde antiguo; de la vara de tu heredad, que redimiste; de este monte Sion, donde habitaste. | μνήσθητι τῆς συναγωγῆς σου, ἧς ἐκτήσω ἀπ᾿ ἀρχῆς· ἐλυτρώσω ῥάβδον κληρονομίας σου, ὄρος Σιὼν τοῦτο, ὃ κατεσκήνωσας ἐν αὐτῷ. |
| 3  | הָרִ֣ימָה פְ֭עָמֶיךָ לְמַשֻּׁא֣וֹת נֶ֑צַח כׇּל־הֵרַ֖ע אוֹיֵ֣ב בַּקֹּֽדֶשׁ׃                 | Levanta tus pies hacia las desolaciones perpetuas; incluso todo lo que el enemigo ha hecho mal en el santuario.                          | ἔπαρον τὰς χεῖράς σου ἐπὶ τὰς ὑπερηφανίας αὐτῶν εἰς τέλος, ὅσα ἐπονηρεύσατο ὁ ἐχθρὸς ἐν τοῖς ἁγίοις σου.                   |
| 4  | שָׁאֲג֣וּ צֹ֭רְרֶיךָ בְּקֶ֣רֶב מוֹעֲדֶ֑ךָ שָׂ֖מוּ אוֹתֹתָ֣ם אֹתֽוֹת׃                    | Tus enemigos rugen en medio de tus congregaciones; levantan sus estandartes como señales.                                                | καὶ ἐνεκαυχήσαντο οἱ μισοῦντές σε ἐν μέσῳ τῆς ἑορτῆς σου, ἔθεντο τὰ σημεῖα αὐτῶν σημεῖα καὶ οὐκ ἔγνωσαν.                   |
| 5  | יִ֭וָּדַע כְּמֵבִ֣יא לְמָ֑עְלָה בִּסְבׇךְ־עֵ֝֗ץ קַרְדֻּמּֽוֹת׃                         | Un hombre era famoso por haber levantado hachas sobre los árboles gruesos.                                                               | ὡς εἰς τὴν ἔξοδον ὑπεράνω,                                                                                                 |
| 6  | (ועת) [וְ֭עַתָּה] פִּתּוּחֶ֣יהָ יָּ֑חַד בְּכַשִּׁ֥יל וְ֝כֵילַפּ֗וֹת יַהֲלֹמֽוּן׃            | Pero ahora derriban sus tallas con hachas y martillos.                                                                                   | ὡς ἐν δρυμῷ ξύλων ἀξίναις ἐξέκοψαν τὰς θύρας αὐτῆς ἐπὶ τὸ αὐτὸ ἐν πελέκει καὶ λαξευτηρίῳ κατέρραξαν αὐτήν.                 |
| 7  | שִׁלְח֣וּ בָ֭אֵשׁ מִקְדָּשֶׁ֑ךָ לָ֝אָ֗רֶץ חִלְּל֥וּ מִֽשְׁכַּן־שְׁמֶֽךָ׃                       | Han echado fuego en tu santuario, han profanado derribando al suelo la morada de tu nombre.                                              | ἐνεπύρισαν ἐν πυρὶ τὸ ἁγιαστήριόν σου, εἰς τὴν γῆν ἐβεβήλωσαν τὸ σκήνωμα τοῦ ὀνόματός σου.                                 |
| 8  | אָמְר֣וּ בְ֭לִבָּם נִינָ֣ם יָ֑חַד שָׂרְפ֖וּ כׇל־מוֹעֲדֵי־אֵ֣ל בָּאָֽרֶץ׃                | Dijeron en sus corazones: «Destruyámoslos juntos, pues han quemado todas las sinagogas de Dios en la tierra».                            | εἶπαν ἐν τῇ καρδίᾳ αὐτῶν αἱ συγγένειαι αὐτῶν ἐπὶ τὸ αὐτό· δεῦτε καὶ καταπαύσωμεν πάσας τὰς ἑορτὰς τοῦ Θεοῦ ἀπὸ τῆς γῆς.    |
| 9  | אוֹתֹתֵ֗ינוּ לֹ֥א רָ֫אִ֥ינוּ אֵֽין־ע֥וֹד נָבִ֑יא וְלֹֽא־אִ֝תָּ֗נוּ יֹדֵ֥עַ עַד־מָֽה׃        | No vemos nuestras señales: ya no hay profeta, ni hay entre nosotros quien sepa cuánto tiempo durará esto.                                | τὰ σημεῖα αὐτῶν οὐκ εἴδομεν, οὐκ ἔστιν ἔτι προφήτης, καὶ ἡμᾶς οὐ γνώσεται ἔτι.                                             |
| 10 | עַד־מָתַ֣י אֱ֭לֹהִים יְחָ֣רֶף צָ֑ר יְנָ֘אֵ֤ץ אוֹיֵ֖ב שִׁמְךָ֣ לָנֶֽצַח׃                 | Oh Dios, ¿hasta cuándo reprochará el adversario? ¿Blasfemará el enemigo contra tu nombre para siempre?                                   | ἕως πότε, ὁ Θεός, ὀνειδιεῖ ὁ ἐχθρός, παροξυνεῖ ὁ ὑπεναντίος τὸ ὄνομά σου εἰς τέλος;                                        |
| 11 | לָ֤מָּה תָשִׁ֣יב יָ֭דְךָ וִימִינֶ֑ךָ מִקֶּ֖רֶב (חוקך) [חֵיקְךָ֣] כַלֵּֽה׃              | ¿Por qué retiras tu mano, tu mano derecha? Sácala de tu seno.                                                                            | ἱνατί ἀποστρέφεις τὴν χεῖρά σου καὶ τὴν δεξιάν σου ἐκ μέσου τοῦ κόλπου σου εἰς τέλος;                                      |
| 12 | וֵ֭אלֹהִים מַלְכִּ֣י מִקֶּ֑דֶם פֹּעֵ֥ל יְ֝שׁוּע֗וֹת בְּקֶ֣רֶב הָאָֽרֶץ׃                   | Porque Dios es mi Rey desde la antigüedad, y realiza la salvación en medio de la tierra.                                                 | ὁ δὲ Θεὸς βασιλεὺς ἡμῶν πρὸ αἰώνων, εἰργάσατο σωτηρίαν ἐν μέσῳ τῆς γῆς.                                                    |
| 13 | אַתָּ֤ה פוֹרַ֣רְתָּ בְעׇזְּךָ֣ יָ֑ם שִׁבַּ֖רְתָּ רָאשֵׁ֥י תַ֝נִּינִ֗ים עַל־הַמָּֽיִם׃              | Tú dividiste el mar con tu fuerza; quebrantaste las cabezas de los dragones en las aguas.                                                | σὺ ἐκραταίωσας ἐν τῇ δυνάμει σου τὴν θάλασσαν, σὺ συνέτριψας τὰς κεφαλὰς τῶν δρακόντων ἐπὶ τοῦ ὕδατος.                     |
| 14 | אַתָּ֣ה רִ֭צַּצְתָּ רָאשֵׁ֣י לִוְיָתָ֑ן תִּתְּנֶ֥נּוּ מַ֝אֲכָ֗ל לְעָ֣ם לְצִיִּֽים׃                | Tú quebrantaste las cabezas del leviatán y lo entregaste como alimento al pueblo que habita en el desierto.                              | σὺ συνέθλασας τὰς κεφαλὰς τοῦ δράκοντος, ἔδωκας αὐτὸν βρῶμα λαοῖς τοῖς Αἰθίοψι.                                            |
| 15 | אַתָּ֣ה בָ֭קַעְתָּ מַעְיָ֣ן וָנָ֑חַל אַתָּ֥ה ה֝וֹבַ֗שְׁתָּ נַהֲר֥וֹת אֵיתָֽן׃                 | Tú partiste la fuente y el torrente; secaste los ríos poderosos.                                                                         | σὺ διέρρηξας πηγὰς καὶ χειμάρρους, σὺ ἐξήρανας ποταμοὺς ᾿Ηθάμ.                                                             |
| 16 | לְךָ֣ י֭וֹם אַף־לְךָ֥ לָ֑יְלָה אַתָּ֥ה הֲ֝כִינ֗וֹתָ מָא֥וֹר וָשָֽׁמֶשׁ׃                  | El día es tuyo, y también la noche; tú preparaste la luz y el sol.                                                                       | σή ἐστιν ἡ ἡμέρα, καὶ σή ἐστιν ἡ νύξ, σὺ κατηρτίσω φαῦσιν καὶ ἥλιον.                                                       |
| 17 | אַתָּ֣ה הִ֭צַּבְתָּ כׇּל־גְּבוּל֣וֹת אָ֑רֶץ קַ֥יִץ וָ֝חֹ֗רֶף אַתָּ֥ה יְצַרְתָּֽם׃               | Tú has establecido todos los límites de la tierra; tú has hecho el verano y el invierno.                                                 | σὺ ἐποίησας πάντα τὰ ὡραῖα τῆς γῆς· θέρος καὶ ἔαρ, σὺ ἔπλασας αὐτά.                                                        |
| 18 | זְכׇר־זֹ֗את א֭וֹיֵב חֵרֵ֣ף ׀ יְהֹוָ֑ה וְעַ֥ם נָ֝בָ֗ל נִאֲצ֥וּ שְׁמֶֽךָ׃                | Acuérdate, oh Señor, de que el enemigo ha insultado, y que el pueblo necio ha blasfemado contra tu nombre.                               | μνήσθητι ταύτης· ἐχθρὸς ὠνείδισε τὸν Κύριον, καὶ λαὸς ἄφρων παρώξυνε τὸ ὄνομά σου.                                         |
| 19 | אַל־תִּתֵּ֣ן לְ֭חַיַּת נֶ֣פֶשׁ תּוֹרֶ֑ךָ חַיַּ֥ת עֲ֝נִיֶּ֗יךָ אַל־תִּשְׁכַּ֥ח לָנֶֽצַח׃             | No entregues el alma de tu tórtola a la multitud de los impíos; no olvides para siempre la congregación de tus pobres.                   | μὴ παραδῷς τοῖς θηρίοις ψυχὴν ἐξομολογουμένην σοι, τῶν ψυχῶν τῶν πενήτων σου μὴ ἐπιλάθῃ εἰς τέλος.                         |
| 20 | הַבֵּ֥ט לַבְּרִ֑ית כִּ֥י מָלְא֥וּ מַחֲשַׁכֵּי־אֶ֝֗רֶץ נְא֣וֹת חָמָֽס׃                    | Respetad el pacto, porque los lugares oscuros de la tierra están llenos de moradas de crueldad.                                          | ἐπίβλεψον εἰς τὴν διαθήκην σου, ὅτι ἐπληρώθησαν οἱ ἐσκοτισμένοι τῆς γῆς οἴκων ἀνομιῶν.                                     |
| 21 | אַל־יָשֹׁ֣ב דַּ֣ךְ נִכְלָ֑ם עָנִ֥י וְ֝אֶבְי֗וֹן יְֽהַלְל֥וּ שְׁמֶֽךָ׃                     | No dejes que los oprimidos vuelvan avergonzados; que los pobres y los necesitados alaben tu nombre.                                      | μὴ ἀποστραφήτω τεταπεινωμένος καὶ κατῃσχυμένος· πτωχὸς καὶ πένης αἰνέσουσι τὸ ὄνομά σου.                                   |
| 22 | קוּמָ֣ה אֱ֭לֹהִים רִיבָ֣ה רִיבֶ֑ךָ זְכֹ֥ר חֶרְפָּתְךָ֥ מִנִּי־נָ֝בָ֗ל כׇּל־הַיּֽוֹם׃          | Levántate, oh Dios, defiende tu causa; recuerda cómo el necio te reprocha cada día.                                                      | ἀνάστα, ὁ Θεός, δίκασον τὴν δίκην σου· μνήσθητι τοῦ ὀνειδισμοῦ σου τοῦ ὑπὸ ἄφρονος ὅλην τὴν ἡμέραν.                        |
| 23 | אַל־תִּ֭שְׁכַּח ק֣וֹל צֹרְרֶ֑יךָ שְׁא֥וֹן קָ֝מֶ֗יךָ עֹלֶ֥ה תָמִֽיד׃                    | No olvides la voz de tus enemigos: el tumulto de los que se levantan contra ti aumenta continuamente.                                    | μὴ ἐπιλάθῃ τῆς φωνῆς τῶν ἱκετῶν σου· ἡ ὑπερηφανία τῶν μισούντων σε ἀνέβη διὰ παντός.                                       |

## Comentarios

### De la iglesia católica

#### A todo el salmo
El Salmo 74, atribuido a Asaf, es el primero en el que se expresa directamente una queja a Dios por el sufrimiento del pueblo, marcando con intensidad el dolor por la destrucción del Templo en el año 587 a. C. La situación de prueba se transforma en oración, como ya sucedía en el salmo anterior ante la tentación provocada por la prosperidad de los malvados. El lamento comienza con una queja por el aparente rechazo divino (v. 1) y continúa con una súplica para que Dios recuerde a su pueblo en medio del desastre (vv. 2-8) y ante su difícil condición (vv. 9-11). Aun así, se proclama a Dios como Rey y Salvador (v. 12), y se evocan sus grandes gestas en la creación (vv. 13-17). Luego se renueva la súplica, pidiendo que intervenga frente a la afrenta de los enemigos (vv. 18-23).
El salmo se articula en torno a dos preguntas clave: «¿Por qué…?» (vv. 1 y 11), y la insistente súplica para que Dios «recuerde» (vv. 2, 18, 22-23). El versículo 12, con la confesión de fe en Dios como Rey, ocupa el punto central del poema. Aunque este salmo recoge el dolor por la ruina del santuario, el foco principal está en la defensa del honor de Dios, de su Nombre (vv. 10, 18, 21), algo que se cumplirá plenamente en la resurrección de Cristo, nuevo y eterno Templo de Dios.

#### A los versículos 1-12
En el Salmo 74, la lamentación se refuerza mediante una interrogación dirigida a Dios (vv. 1, 10-11), como es habitual en otros salmos de súplica. Esta pregunta no sólo expresa desconcierto, sino también una interpretación desde la fe: la destrucción del Templo se ve como un castigo divino tan severo que el salmista lo percibe como un rechazo definitivo. Para apelar a la misericordia divina, se evocan dos fundamentos: la elección del pueblo y la Alianza (v. 2), y la violencia profanadora de los enemigos (vv. 3-8). A diferencia de otras épocas, no hay aquí un anuncio de esperanza profética; lo que prevalece es el dolor por la afrenta al Nombre de Dios (v. 10), lo cual constituye la herida más profunda para el salmista (v. 18). A pesar del sufrimiento, se afirma la soberanía de Dios como Rey (v. 12) y se recuerda su protección histórica sobre el pueblo, subrayando que solo Él puede restaurar su honor y liberar a los suyos.

#### A los versículos 13-23
Los “pobres del Señor” mencionados en el Salmo 74 (vv. 19, 21) representan al pueblo fiel, débil y oprimido, pero confiado en Dios. Esta expresión aparece con frecuencia en la Escritura para designar a aquellos que, desprovistos de poder humano, se acogen plenamente a la protección divina. En los versículos 13-17 se exalta el poder de Dios como Rey supremo, vencedor del caos (simbolizado por el monstruo Leviatán, v. 14), generoso con la creación (v. 15) y soberano absoluto del cielo y la tierra (vv. 16-17). Esta afirmación contrasta con la violencia y profanación de los enemigos (vv. 4-8), subrayando que sólo Dios puede restaurar el orden y la justicia.
En virtud de su poder y del ultraje a su Nombre (v. 18), el salmista implora su intervención. El pueblo es descrito en su indefensión como una “tórtola” (v. 19), imagen de fragilidad usada también por Oseas (Os 7,11; 11,11). Algunas versiones antiguas leen “los que te alaban”, poniendo el acento en la fidelidad de los que sufren.Este pueblo pobre, fiel a la Alianza y rodeado de violencia (v. 20), clama a Dios no sólo por su liberación, sino porque su causa es ahora la causa misma de Dios (vv. 22-23).

Los pobres del Señor, son «los humildes y los mansos, totalmente entregados a los designios misteriosos de Dios, los que esperan la justicia, no de los hombres sino del Mesías». Ellos son «la gran obra de la Misión escondida del Espíritu Santo durante el tiempo de las Promesas para preparar la venida de Cristo. Ésta es la calidad de corazón del Pueblo, purificado e iluminado por el Espíritu, que se expresa en los Salmos. En estos pobres, el Espíritu prepara para el Señor “un pueblo bien dispuesto”.

## Usos

### Judaísmo
- El Salmo 74 se recita en el ayuno del Décimo de Tevet en algunas tradiciones.[26][27][28][29]
- Se recita en el segundo día de Pésaj en la pascua judía en algunas tradiciones.[30][31][32]
- Los versículos 2 y 12 se recitan durante las bendiciones antes del Shemá en el segundo día de Rosh Hashaná .[33][34][26][35]

### Iglesia católica
Este salmo se reza en la hora de media de la Liturgia de las horas los martes de la tercera semana. Para facilitar la comprensión se le asigna a cada salmo un título en rojo (rúbrica) que no forma parte del salmo. El título del Salmo 74 es Lamentación ante el templo devastado.